# Hieronymus Conrad Virdung von Hartung
Hieronymus Conrad Virdung von Hartung (auch Virdung ab Hartung; * 26. Oktober 1640 in Marburg; † 6. Januar 1708 in Würzburg) war ein deutscher Mediziner und Professor der Anatomie  in Würzburg.

## Leben
Hieronymus Conrad Virdung von Hartung studierte Medizin in Marburg an der Universität Tübingen.
Nach der Promotion war er zunächst Stadtarzt in Markbretten und Leibarzt des Fürsten von Schwarzenberg. Später wirkte er 1675 bis 1689/1690 als ordentlicher Professor der Medizin und Nachfolger des Chirurgen und Anatomen Georg Leyerer († 1671) im Juliusspital an der Universität Würzburg, wo er den Lehrstuhl für Anatomie übernahm und Vorlesungen und Privatkollegs über Anatomie hielt.
Am 27. April 1664 wurde Hieronymus Conrad Virdung von Hartung unter der Matrikel-Nr. 27 mit dem akademischen Beinamen Melissus I. als Mitglied in die Academia Naturae Curiosorum, die heutige Deutsche Akademie der Naturforscher Leopoldina, aufgenommen.
Ab 1694 war zudem Leibarzt des Fürstbischofs. Er war mehrmals Dekan der Medizinischen Fakultät. Sein Nachfolger am Juliusspital wurde 1689 sein Sohn Philipp Wilhelm Virdung von Hartung.